# Synchiropus picturatus
Synchiropus picturatus är en fiskart som först beskrevs av Peters, 1877.  Synchiropus picturatus ingår i släktet Synchiropus och familjen sjökocksfiskar. Inga underarter finns listade i Catalogue of Life.